# Ruta Provincial 214 (Misiones)
La Ruta Provincial 214 es una ruta de jurisdicción de la Provincia de Misiones (Argentina). No está totalmente pavimentada, recorriendo una distancia de 11 km uniendo las localidades de Jardín América y Oasis. 
El pavimento existente es solamente de dos kilómetros, en la Avenida Antártida Argentina, dentro del ejido urbano de Jardín América.
Atraviesa los distritos municipales de: Jardín América y Oasis (límite municipal).

## Postales del camino

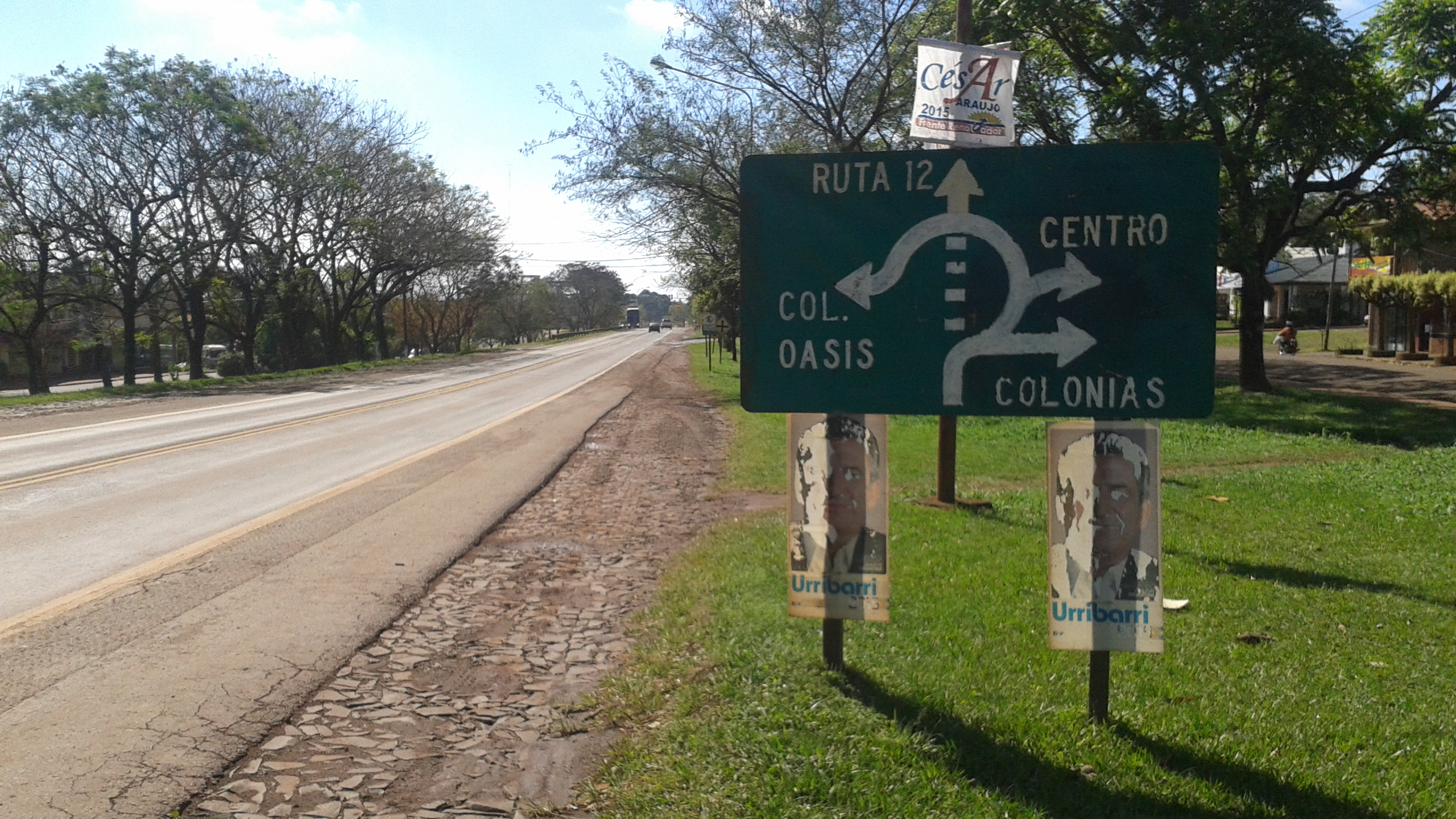
Cartel en Jardín América (indica el ingreso a la Ruta Provincial 214, camino a Colonia Oasis).
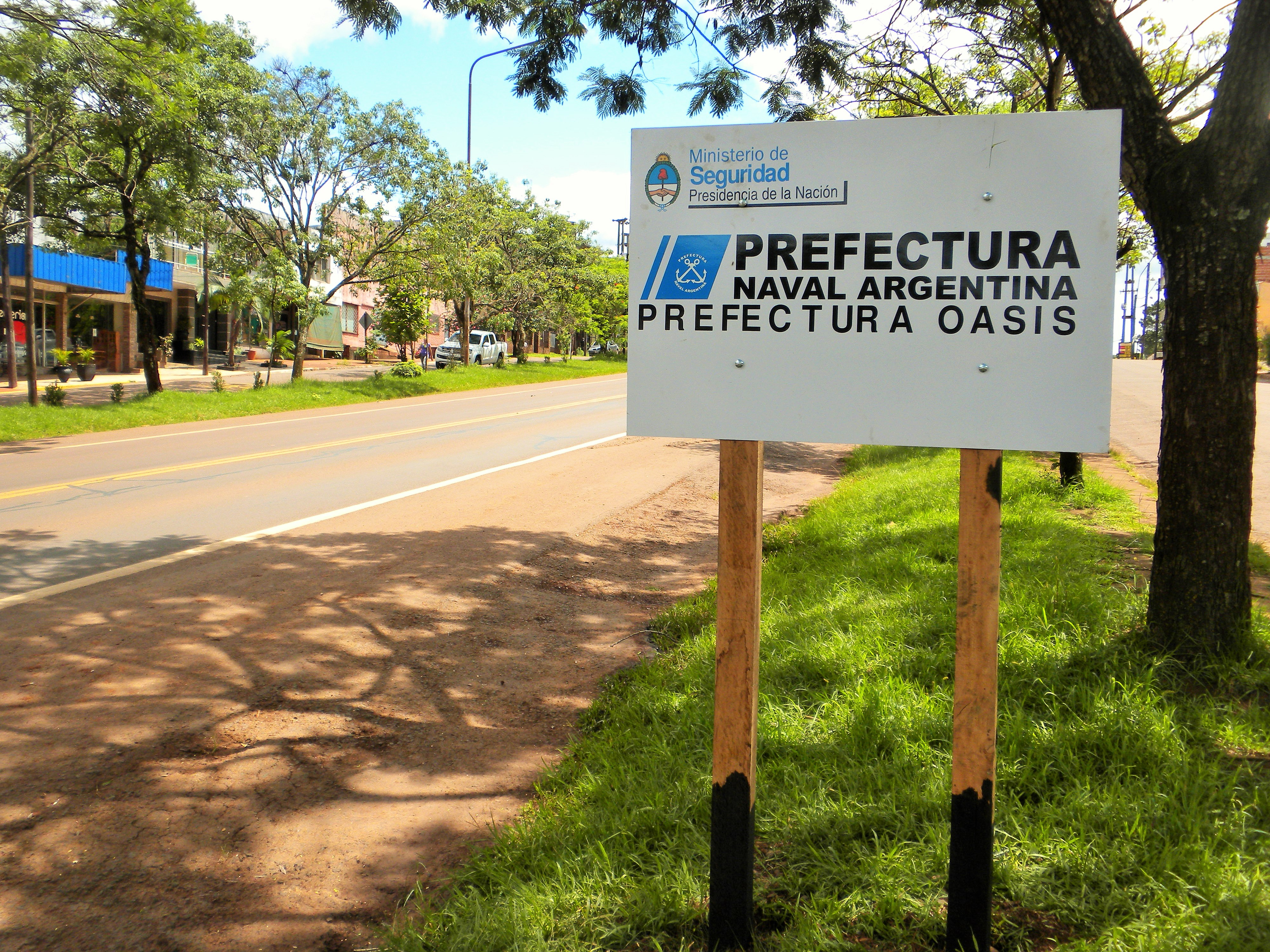
Cartel de Prefectura Naval Argentina Oasis(sobre Ruta Nacional 12 en Jardín América)
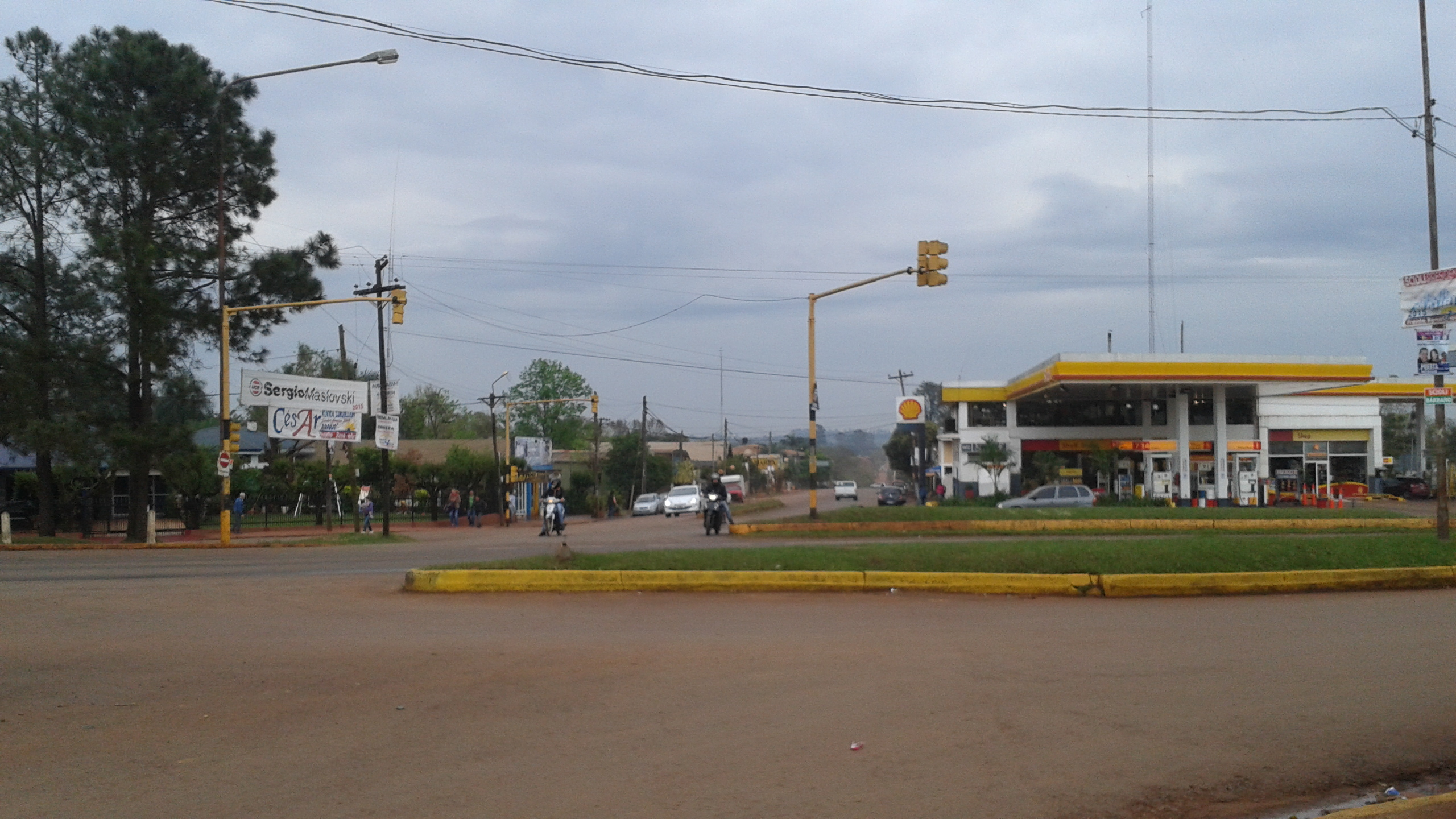
Ruta Provincial 214(acceso en Jardín América)
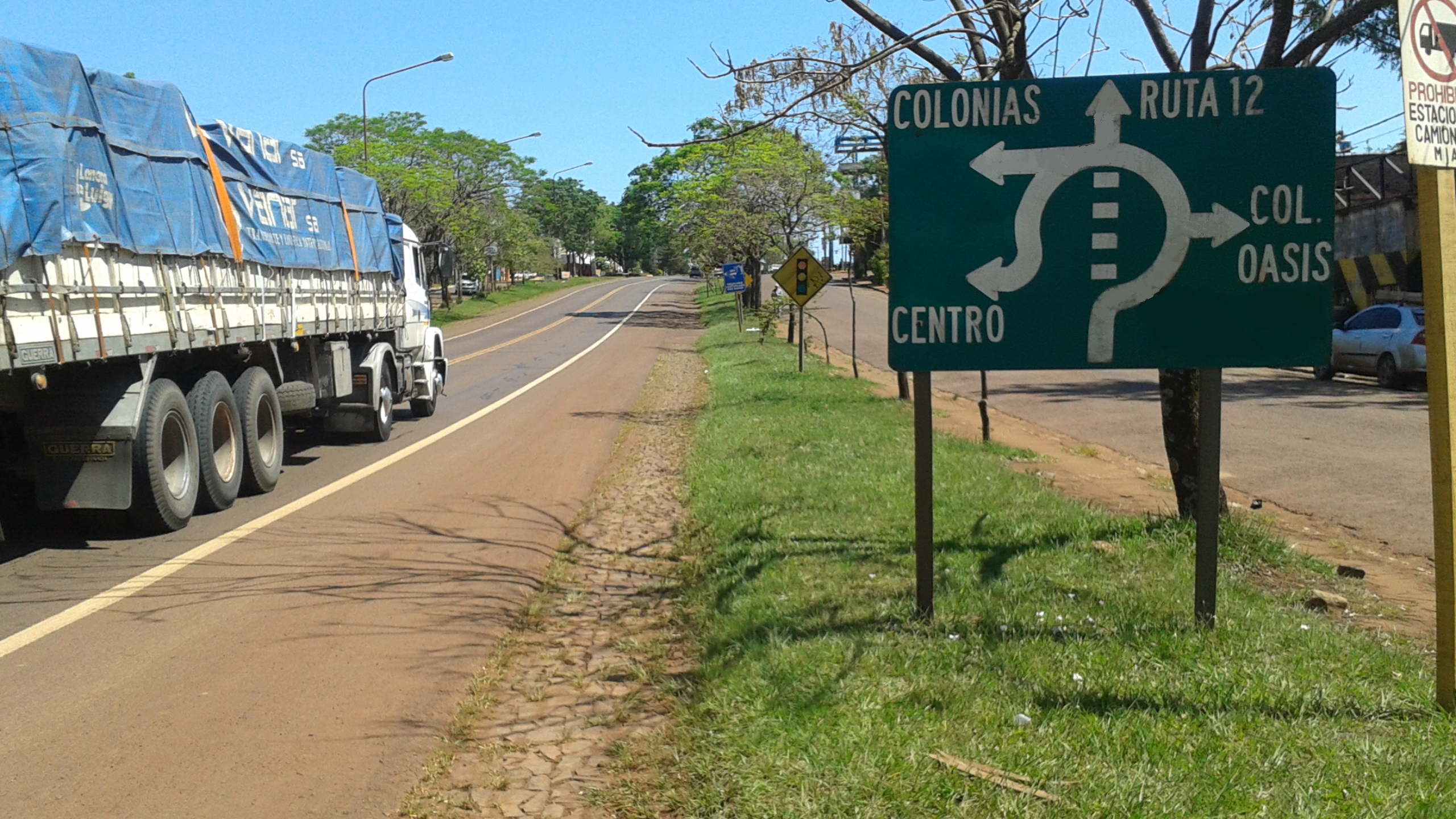
Entrada Ruta Provincial 214(acceso en Jardín América)

## Llegada a Oasis

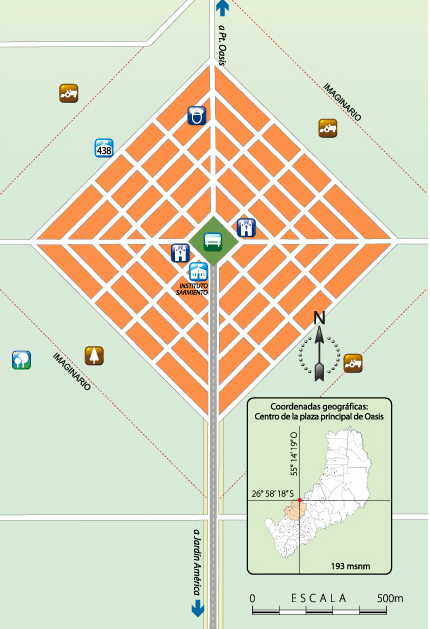
Mapa de llegada de la Ruta Provincial 214 a Oasis, municipio de Jardín América.